# Форд, Коди
Коди Форд (англ. Cody Ford; 28 декабря 1996, Пайнвилл, Луизиана) — профессиональный футболист, линейный нападения клуба НФЛ «Аризона Кардиналс». На студенческом уровне играл за команду Оклахомского университета. На драфте НФЛ 2019 года был выбран во втором раунде.

## Биография

### Любительская карьера
Коди Форд родился 28 декабря 1996 года в Пайнвилле. Там же он окончил старшую школу, в которой начал играть в футбол. На момент выпуска Коди входил в число ста лучших игроков на своей позиции по оценкам сайтов ESPN, Rivals и Scout. В 2015 году он поступил в Оклахомский университет по специальности криминология.
Первый сезон в колледже Форд провёл в статусе освобождённого игрока, посещая только тренировки. В 2016 году он вышел в стартовом составе на первые три матча сезона, но затем получил перелом малоберцовой кости и выбыл до конца сезона. В сезоне 2017 Коди принял участие в двенадцати играх, четыре из которых начинал в основном составе. Только в свой последний год в университете он стал постоянно играть, проведя в чемпионате NCAA 2018 года все четырнадцать игр. По его итогам линия нападения «Оклахомы» стала обладателем приза Джо Мура.

### Профессиональная карьера
Перед драфтом НФЛ 2019 года издание Pro Football Focus отмечало, что Форд совмещает в себе лучшие качества линейного нападения: габариты, атлетизм, опыт игры на всех позициях в линии. По оценкам издания он занимал четвёртые место по защите квотербека от давления и постановке блоков для выносного нападения. Во втором раунде драфта Коди был выбран во втором раунде под общим 38 номером клубом «Баффало Биллс». Он подписал с командой четырёхлетний контракт на сумму 7,5 млн долларов.
Перед матчем первой игровой недели 4 сентября 2019 года тренерский штаб «Биллс» объявил, что Форд сыграет в стартовом составе против «Нью-Йорк Джетс». В дебютном сезоне он сыграл на месте правого тэкла в шестнадцати матчах регулярного чемпионата, пропустив 3,5 сэка. В 2020 году из-за травм Форд смог принять участие всего в семи матчах, выходя на позициях правого и левого гардов. Сезон для него завершился досрочно после разрыва мениска. В чемпионате 2021 года он сыграл в пятнадцати матчах, но лишился постоянного места в стартовом составе. Причинами этого стали перенесённый им COVID-19 и изменения игровых сочетаний тренерским штабом команды. В августе 2022 года «Биллс» обменяли Форда в «Аризону», получив выбор пятого раунда драфта 2023 года.